# Bolxoi Ilbin
Bolxoi Ilbin (en rus: Большой Ильбин) és un poble del krai de Krasnoiarsk, a Rússia, que en el cens del 2010 tenia 94 habitants.